# 羅特峰
47°26′41″N 11°45′13″E / 47.44472°N 11.75361°E

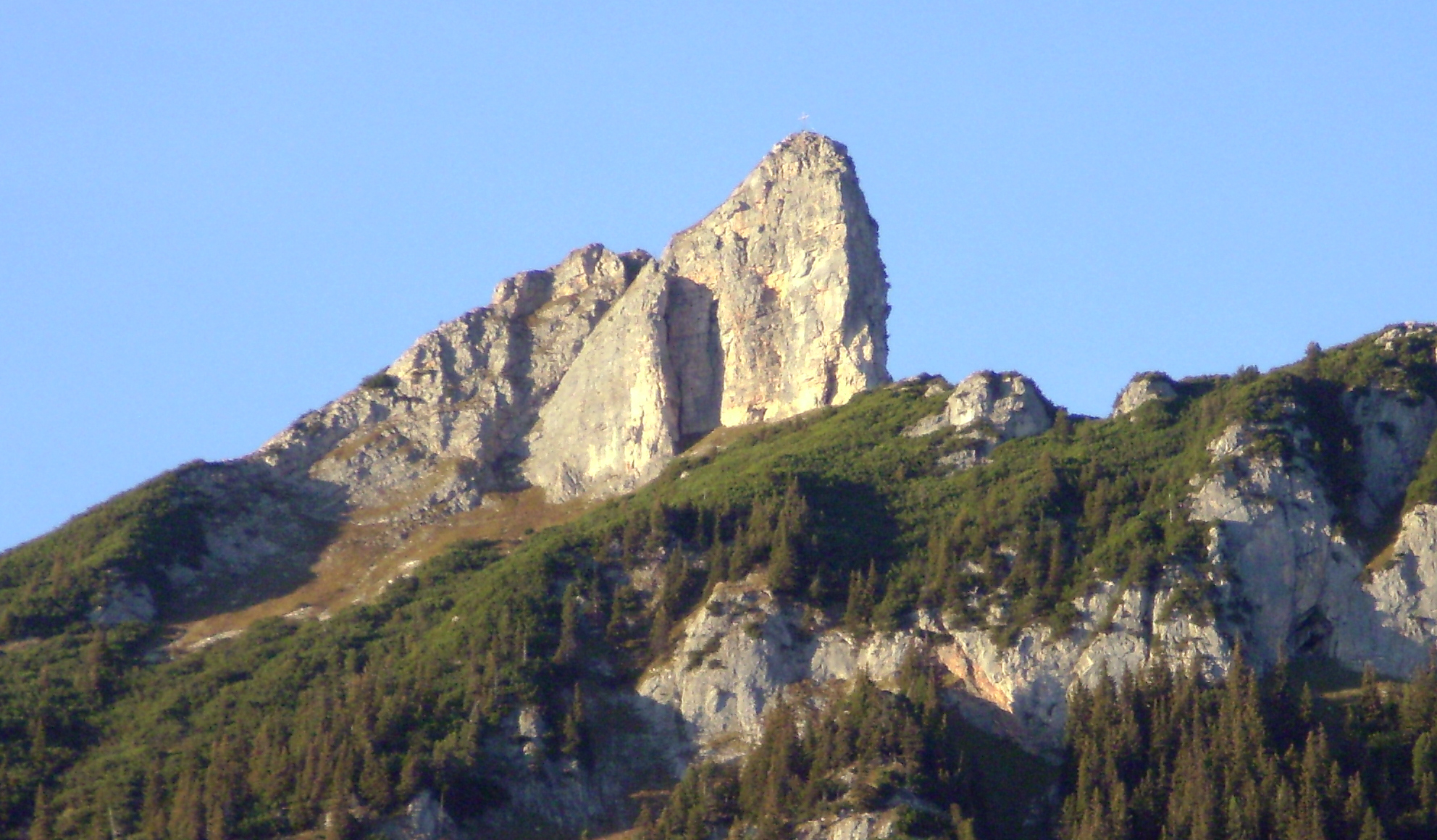

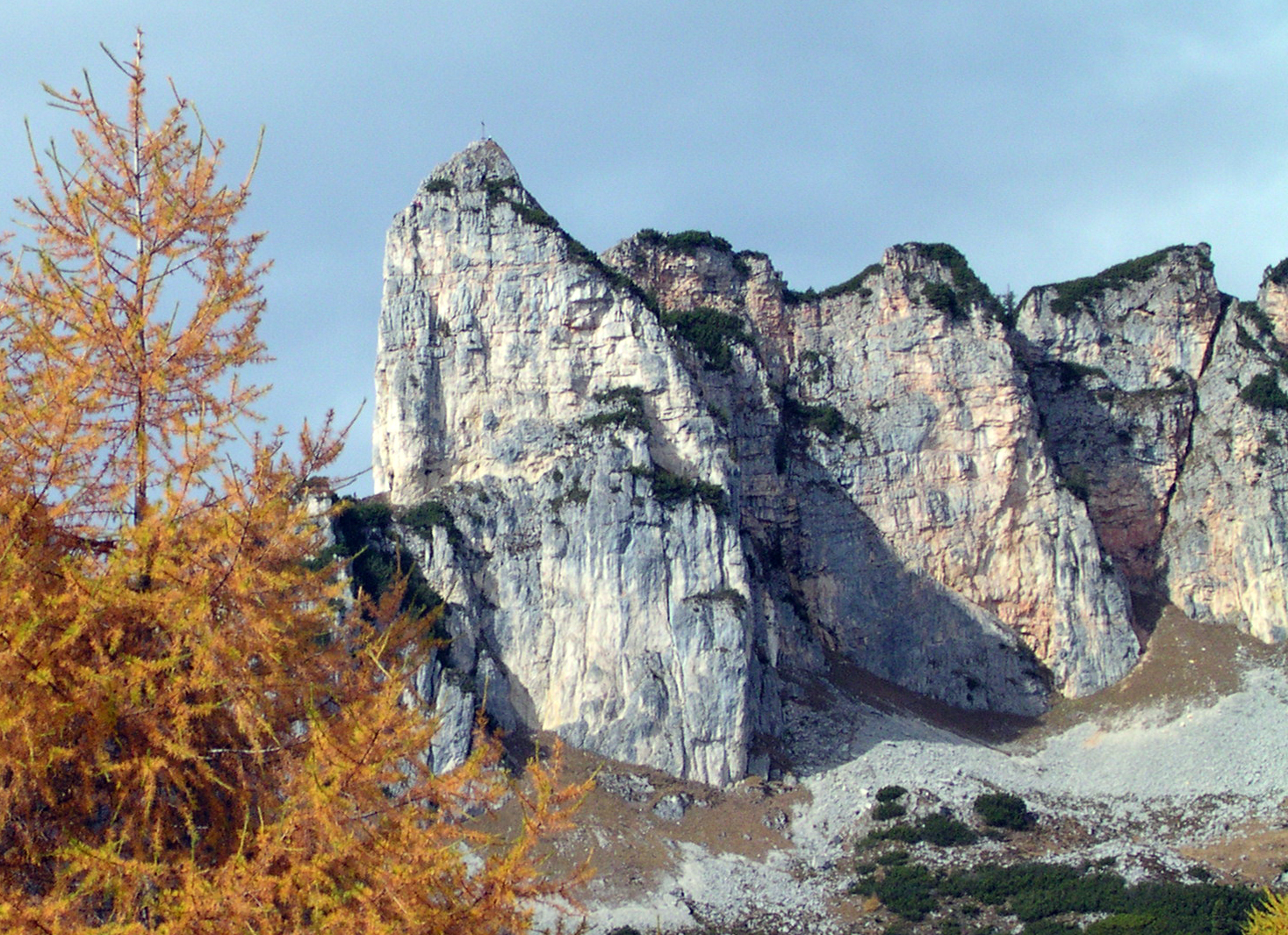

羅特峰（德語：Rotspitze），是奧地利的山峰，位於該國西部，由蒂羅爾州負責管轄，屬於布兰登贝格山的一部分，海拔高度2,067米，是攀山的熱門地點。